# Петерсон, Кристьян Яак
Кристьян Яак Петерсон (эст. Kristjan Jaak Peterson; 14 марта 1801 — 4 августа 1822) — эстонский поэт, лирик-романтик, основоположник эстонской романтической поэзии.

## Биография
Родился в семье бедного церковного служителя в Риге. Здесь же окончил уездное училище, а затем и Рижскую губернскую школу, которая восходила к известному Петровскому лицею.
В 1819 году пешком перешёл из Риги в Дерпт и смог успешно поступить в Дерптский университет. По некоторым источникам, Кристьян Яак Петерсон может считаться одним из первых этнических эстонцев, которые были приняты в это учебное заведение, в котором ранее обучались преимущественно остзейские немцы и русские. Сперва он обучается на факультете теологии (с января 1819 года по май 1820 года), после чего записывается вольнослушающим философского факультета.
Однако уже весной 1820 года Кристьян Яак Петерсон, испытывавший серьёзные материальные затруднения и страдавший от серьёзных проблем со здоровьем, вынужден был покинуть Дерпт и вернуться в Ригу, где он, владевший несколькими европейскими языками на очень высоком уровне, начал подрабатывать переводами. Также он давал частные уроки. Скончался 23 июля (4 августа) 1822 года в Риге от туберкулёза лёгких.

## Творчество
В немецкоязычном журнале И. Г. Розенплентера «Приложения…» в годы студенчества Петерсон начинает публиковать академические статьи, посвящённые лингвистическим особенностям эстонского языка. Также в 1822 году, уже после смерти поэта, в этом журнале был опубликован его перевод «Финской мифологии» со шведского на немецкий, к которой автор перевода оставил комментарии, посвящённые мифологическим представлениям древних эстов.
Кристьян Яак Петерсон является автором по крайней мере 21 стихотворения на эстонском языке (10 од и 5 пасторалей), это — лирические произведения, в отношении которых авторство Петерсона считается установленным (тексты сохранились). Петерсон воспевал чистоту и своеобразие природы в характерной для романтического мироощущения пасторально-идиллической манере; его лирика во многом отражает буколическую манеру описания. Петерсон был новатором в эстонской поэзии, поскольку стремился отойти от стандартизированного поэтического слога, инспирированного немецким лирическим творчеством, а обратился к звучному нерифмованному свободному стиху. В поэзии Петерсона отражён пафос высоких нравственных идеалов и выражена концепция романтического двоемирия.

## Память
Петерсон похоронен на Яковлевском кладбище в Риге. В 1960-е годы могила оказалась под проезжей частью улицы Сенчу и была уничтожена. Кенотаф Петерсону открыт 9 июля 2001 года у часовни Яковлевского кладбища при участии премьер-министра Эстонии Марта Лаара.
4 августа 1972 года в Риге у здания бывшего Императорского лицея открыта мемориальная доска Петерсону (скульптор Арсений Мельдер).
В 1983 году в Тарту на холме Тоонемяги открыт памятник Петерсону (авторы  Яак Соанс и Аллан Мурдмаа).

### День родного языка
В день его рождения в Эстонии 14 марта отмечают День родного языка (эст. Emakeelepäev). На государственном уровне праздник отмечают с 1996 года.
В этот день проводятся семинары и конкурсы на знание эстонского языка, и к памятнику Петерсону возлагают цветы.